# François Xavier Frossard
Pour les articles homonymes, voir Frossard.
François Xavier Frossard, né le 2 août 1769 à Saint-Saulge (Nièvre), mort le 22 février 1827 à Fontainebleau (Seine-et-Marne), est un militaire français de la Révolution et de l’Empire.

## États de service
Il entre en service le 5 novembre 1789, comme cavalier au 4e régiment de hussards, et le 3 août 1791, il passe dans la compagnie franche de la Nièvre, en tant que volontaire. Il y devient capitaine en second à l’élection du 16 avril 1793, et le 19 juillet il est employé comme aide de camp du général Rey. 
Capitaine commandant le 27 août suivant, il fait les campagnes de 1793 à l’an V, aux armées de la Vendée, des côtes de Brest et des Côtes de l’Océan. Lors de la bataille de Vrines le 14 septembre 1793, il s’empare de deux pièces de canon, et il est blessé d’un coup de feu. Arrêté et emprisonné à la Conciergerie le 16 octobre 1793, il est remis en liberté le 8 janvier 1794.
Vers le milieu de l’an V, il est envoyé à l’armée d’Italie, avec le 23e régiment de chasseurs à cheval, et le 23 février 1798, il passe au 19e régiment de chasseurs à cheval, avec lequel il prend part à l’expédition de Rome. En l’an VII, il sert à l’armée de Naples, et il se distingue à l’affaire de Itri, où à la tête de 200 hommes de la légion polonaise et de 40 chasseurs à cheval, il fait 3 000 prisonniers. Lors de la prise de Gaète, il mérite les éloges du général en chef, et le grade de chef d’escadron le 18 janvier 1799. 
Le 25 mars 1800, il est employé comme chef d’escadron adjoint à l’état-major général de l’armée de réserve, et il fait la campagne de cette année là à l’armée d’Italie et la suivant à l’armée des Grisons. Le 10 décembre 1801, il est muté au 20e régiment de cavalerie, puis il rejoint le 3e régiment de cuirassiers, avant de devenir major au 3e régiment de dragons le 29 octobre 1803. Il est fait chevalier de la Légion d’honneur le 25 mars 1804.
De 1805 à 1807, il fait les campagnes d’Autriche, de Prusse et de Pologne, avec la 2e division de dragons de la réserve de la Grande Armée, et il est promu colonel du 22e régiment de dragons le 5 avril 1807. En 1808, il est envoyé avec son régiment à l’armée d’Espagne, et il est créé baron de l’Empire le 20 juillet 1808. Il est admis à la retraite le 29 août 1809.
Il meurt le 22 février 1827, à Fontainebleau.

## Dotation
- Dotation de 4 000 francs de rente annuelle sur les biens réservés en Westphalie le 17 mars 1808.

## Armoiries
| Figure | Nom du baron et blasonnement |
| ------ | --- |
|        | Armes du baron François Xavier Frossard et de l'Empire, décret du 19 mars 1808, lettres patentes du 20 juillet 1808, chevalier de la Légion d'honneur D'or au chevron d'azur, accosté de deux étoile de sable en chef et d'un casque de dragons de même en pointe, quartier des barons sortis de l'armée. Livrées : bleu, gris, et jaune. |

## Sources
- A. Lievyns, Jean Maurice Verdot, Pierre Bégat, Fastes de la Légion-d'honneur, biographie de tous les décorés accompagnée de l'histoire législative et réglementaire de l'ordre, Tome 4, Bureau de l’administration, 1844, 640 p. (lire en ligne), p. 352.
- « Cote LH/1042/75 », base Léonore, ministère français de la Culture
- « La noblesse d’Empire » (consulté le 13 mars 2017)
- Vicomte Révérend, Armorial du premier empire, tome 2, Honoré Champion, libraire, Paris, 1897, p. 194.
- François Xavier Frossard  sur roglo.eu
- Charles Gabriel de Sallmard de Peyrins et Michel Bourrier, Combats et colères d'un Dragon de l'Empire (1783-1858), Serre, 1983, p. 96.
- Danielle Quintin et Bernard Quintin, Dictionnaires des colonels de Napoléon, S.P.M., 2013, 978 p. (ISBN 978-2-296-53887-0, lire en ligne)